# Winnik zmienny

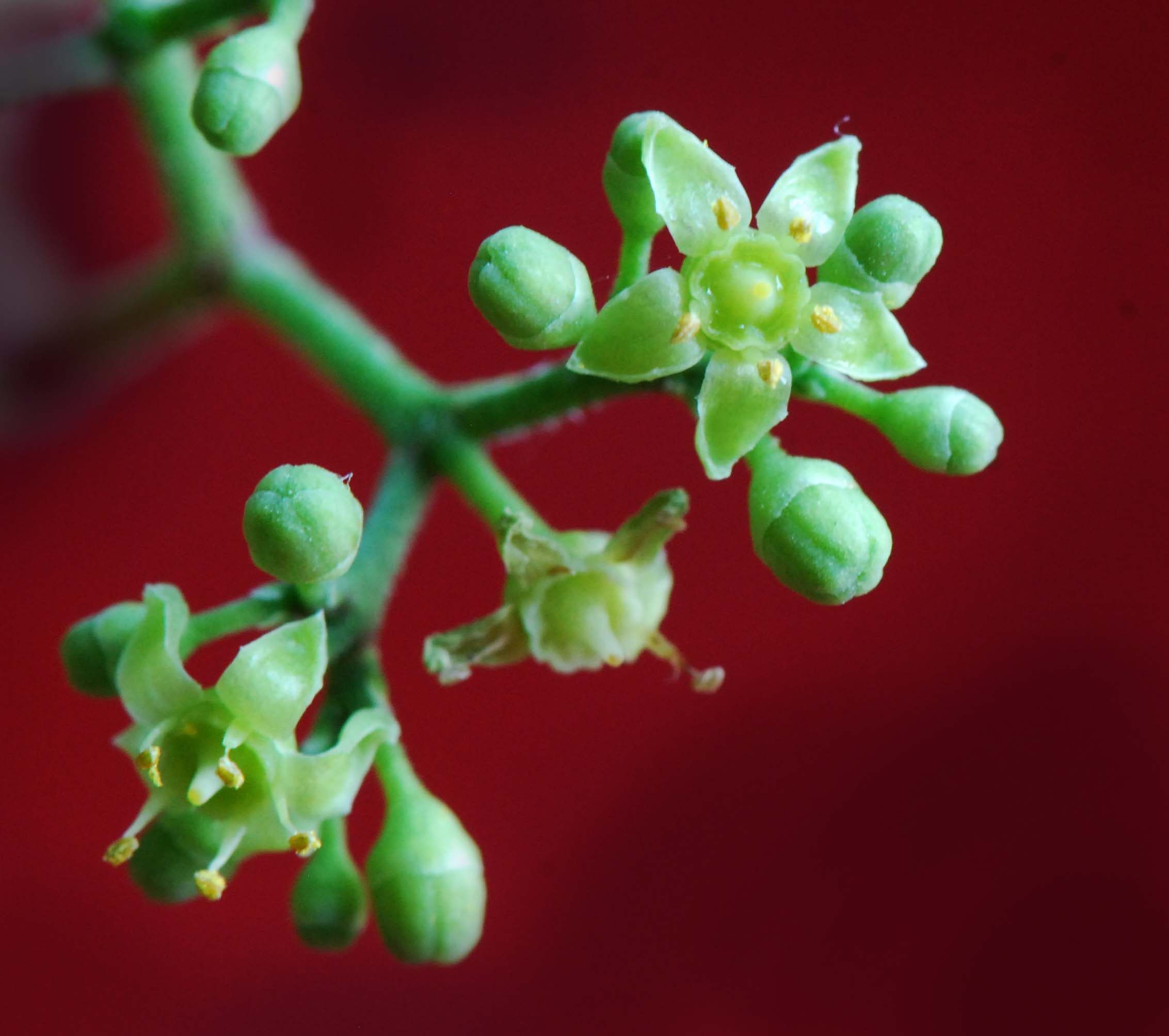
Kwiaty

Winnik zmienny (Ampelopsis  glandulosa) – gatunek pnącza z wąsami czepnymi, z rodziny winoroślowatych. Występuje naturalnie we wschodniej Azji, gdzie rośnie w lasach i zaroślach w dolinach i na zboczach gór wspinając się na drzewa.

## Morfologia
PokrójPnącze z czepnymi wąsami.
LiścieZmienne, różne u odmian, od słaboklapowanych do trój- i pięcioklapowych, nagie lub owłosione.
KwiatyKwiaty zielonkawe, drobne, zebrane w baldachogrona.
OwoceJagody - niejadalne, średnicy 5-8 mm, z 2-4 nasionami.

## Zmienność
Znanych jest szereg odmian, m.in.:
- var. brevipedunculata
- var. glandulosa
- var. hancei
- var. heterophylla
- var. kulingensis